# Iglesia de San Francisco (Florencia)
La  Iglesia de San Francisco en Florencia se encuentra en la Plaza Savonarola.
Fue realizada en estilo neogótico en 1887 por el arquitecto Vincenzo Micheli para las monjas carmelitas de Santa María Magdalena de los Locos, que habían dejado su convento en Borgo Pinti. 
En 1930 la iglesia de la plaza Savonarola se convierte en parroquia y es consagrada en 1932. El edificio sufrió su última restauración en 1971, cuando fue ampliado con la apertura de nuevos espacios y repavimentado. 
En ella se conserva el archivo del convento de los Padres Menores Observadores de la provincia toscana.

## Galería de imágenes

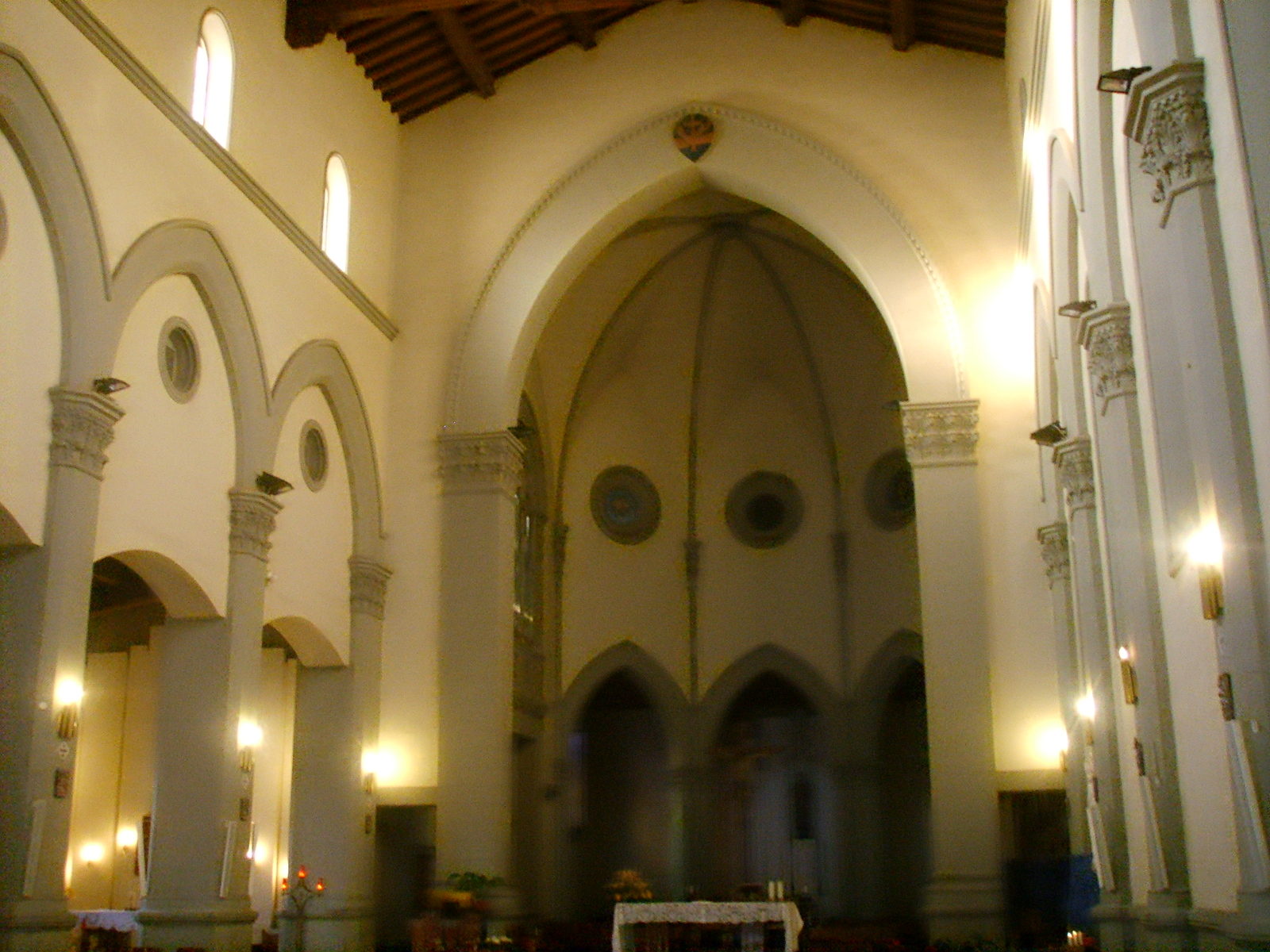
Interior
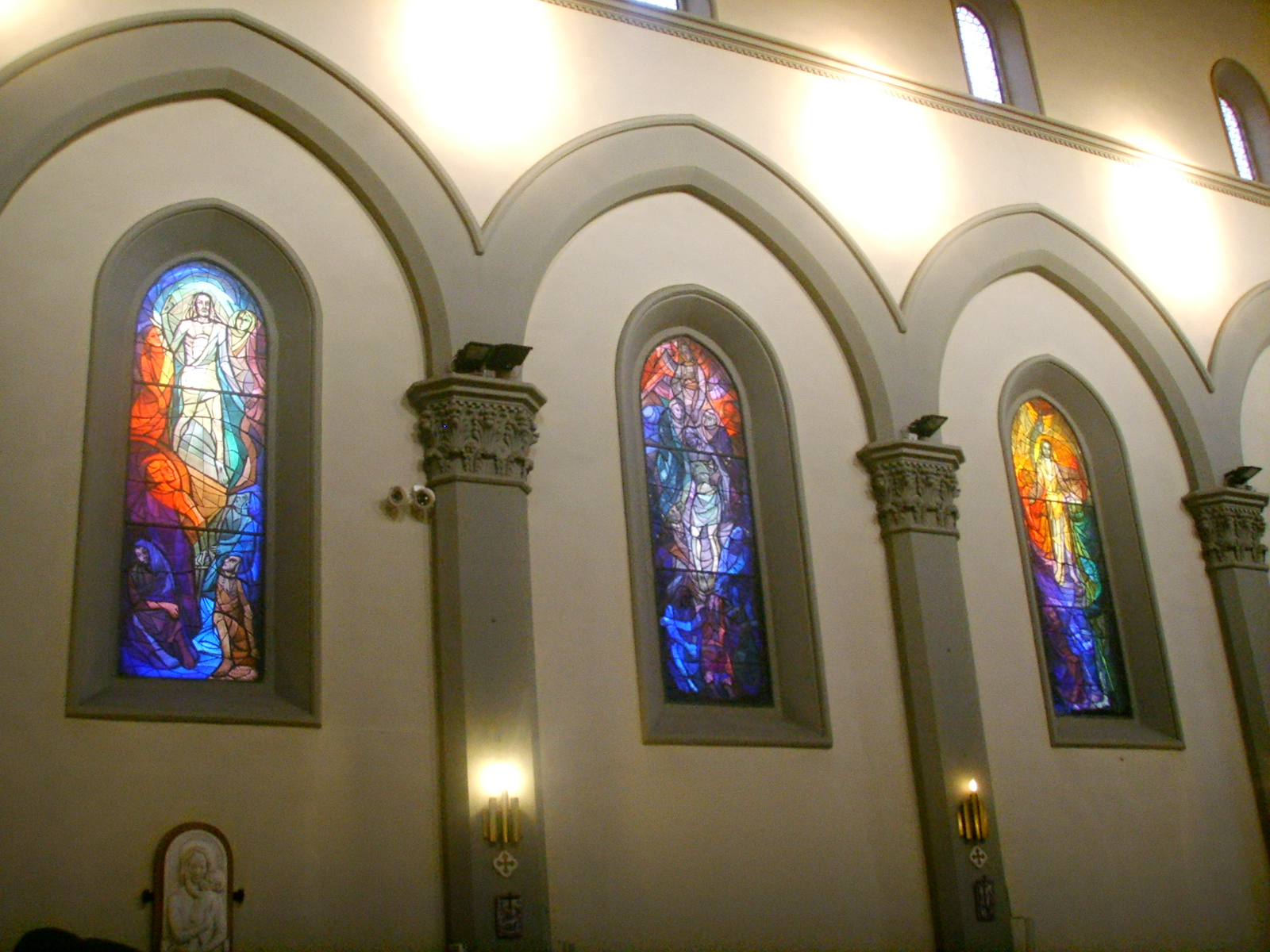
Vidrieras